# Маркиз де Боадилья-дель-Монте

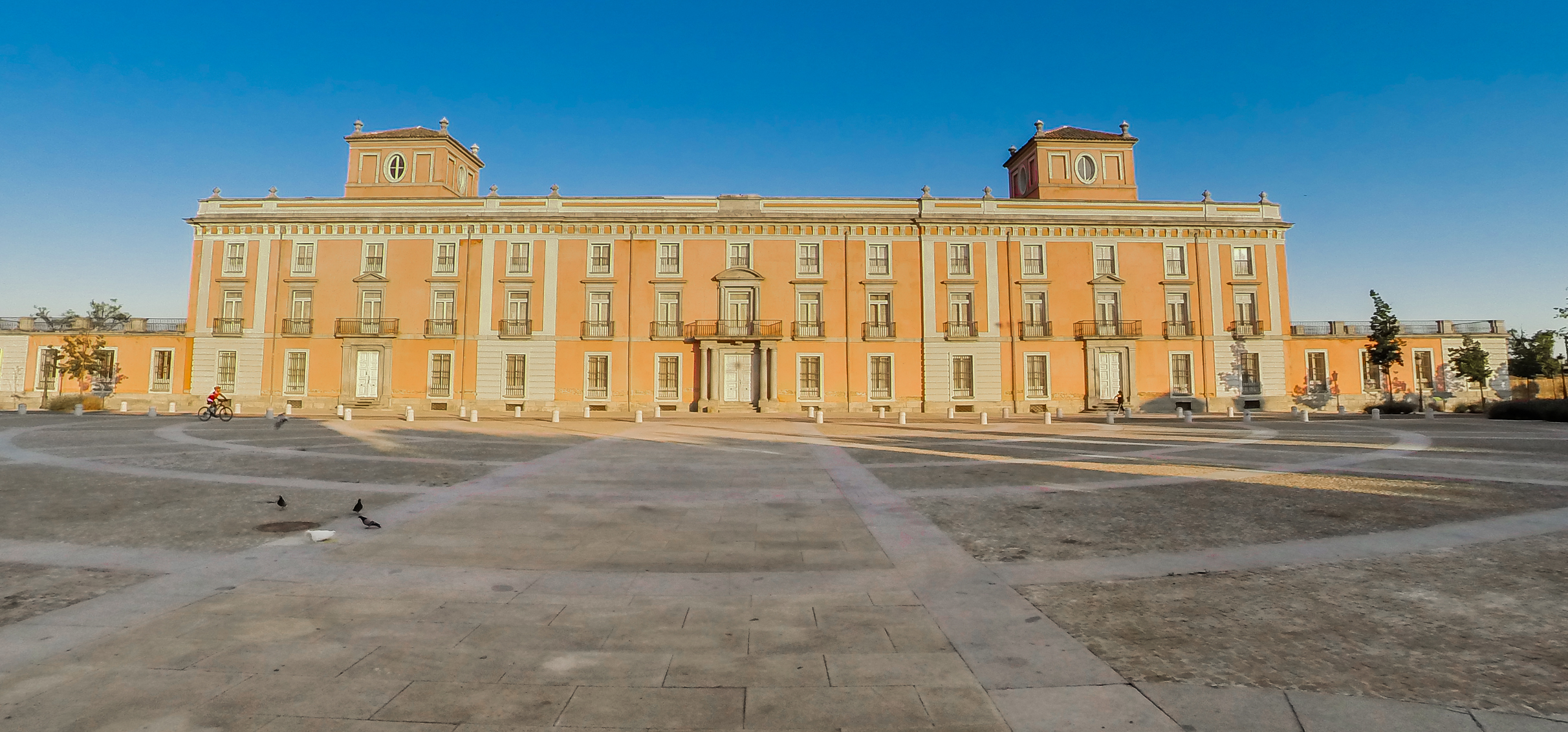
Дворец Инфанта Дона Луиса и Боадилья-дель-Монте

Герб муниципалитета Боадилья-дель-Монте, провинция Мадрид, автономное сообщество Мадрид

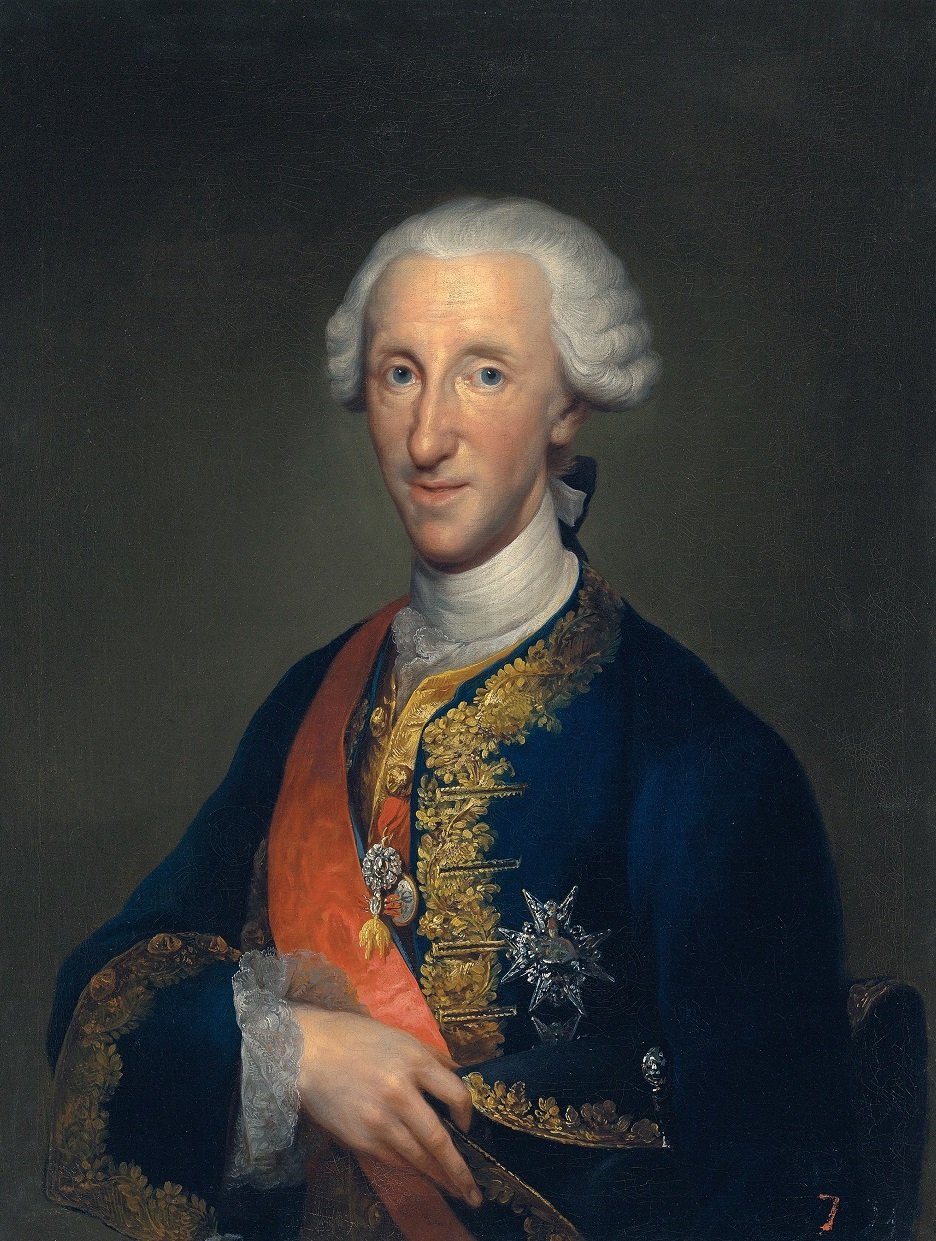
Инфант Луис Антонио Хайме, граф Чинчон (1727—1785)

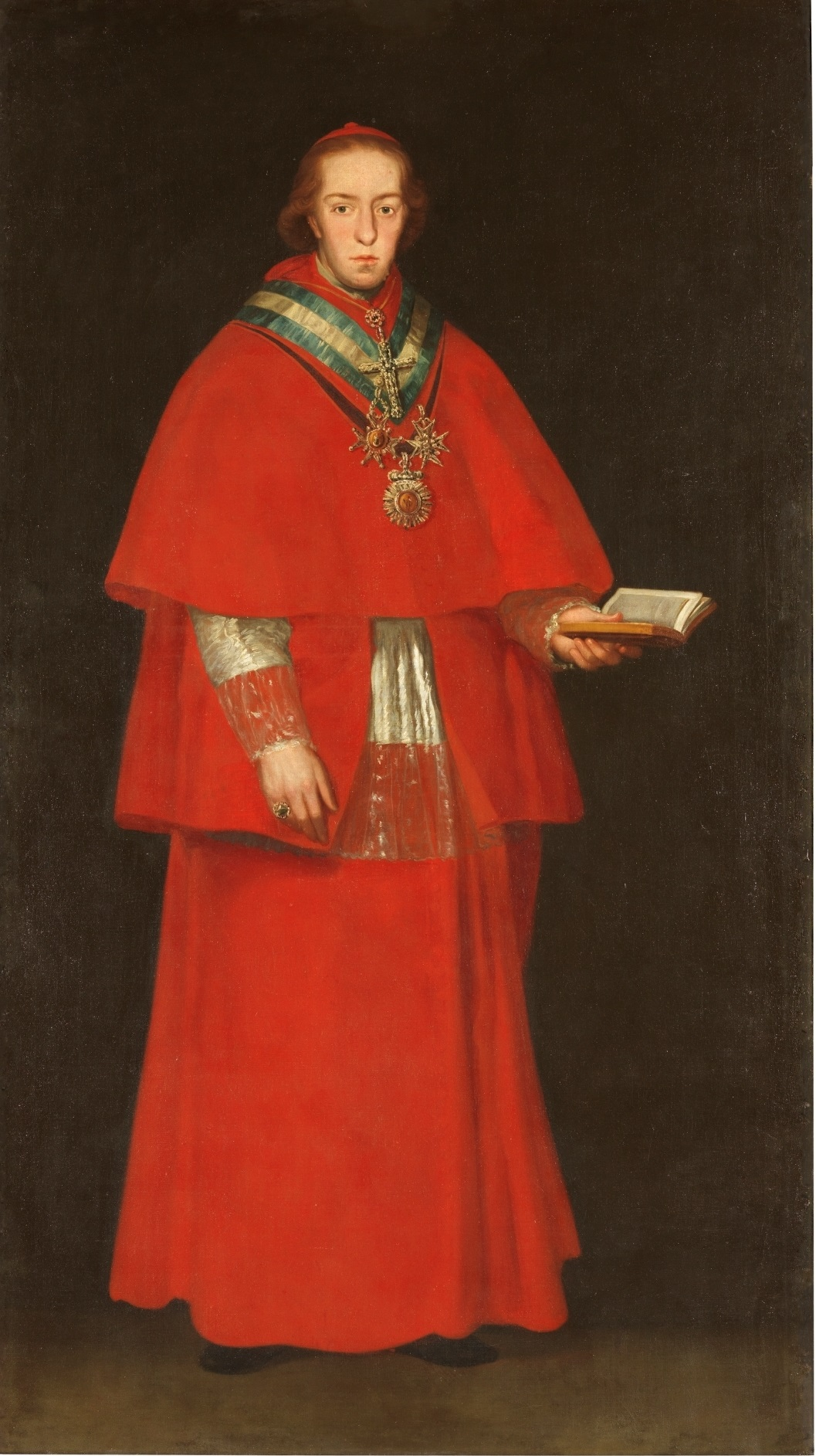
Кардинал Луис Мария де Бурбон-и-Вальябрига (1777—1823)

Маркиз де Боадилья-дель-Монте — испанский дворянский титул. Он был создан 30 апреля 30 1852 года королевой Испании Изабеллой II для своей родственницы, Карлоты Луизы Мануэлы де Годой и Бурбон (1800—1886), дочери премьер-министра Мануэля Годоя и Альвареса де Фариа (1767—1851), принца де ла Пас, герцога де Суэка и де ла Алькудии, и Марии-Терезы де Бурбон и Вальябриги (1780—1828), графини де Чинчон и Боадилья-дель-Монте.
4 августа 1799 года король Испании Карл IV пожаловал титул графини де Боадилья-дель-Монте Марии Терезы де Бурбон и Вальябриги (1780—1828), своей двоюродной сестре, вскоре после её брака с Мануэлем Годоем. Мария Тереза де Бурбон была дочерью инфанта Луиса Антони Хайме, графа де Чинчон (1727—1785), от морганатического брака с Марией Терезой де Вальябрига и Росас (1857—1820).
Название маркизата происходит от названия мадридской виллы и муниципалитета Боадилья-дель-Монте, провинция Мадрид, автономное сообщество Мадрид. Сейчас там находится дворец инфанта Дона Луиса.

## Сеньоры, графы и маркизы де Боадилья-дель-Монте
|                                                                                 | Titular                                                                      | Periodo                                                                      |
| Сеньоры де Боадилья-дель-Монте (креация создана королем Испании Филиппом IV)    | Сеньоры де Боадилья-дель-Монте (креация создана королем Испании Филиппом IV) | Сеньоры де Боадилья-дель-Монте (креация создана королем Испании Филиппом IV) |
| ------------------------------------------------------------------------------- | ---------------------------------------------------------------------------- | ---------------------------------------------------------------------------- |
| 1                                                                               | Хайме Мануэль Манрике де Карденас                                            | 1626-1652                                                                    |
| 2                                                                               | Франсиско Манрике де Карденас и Арельяно                                     | 1652-1652                                                                    |
| 3                                                                               | Хосе Гонсалес де Ускета                                                      | 1652-1668                                                                    |
| 4                                                                               | Хуан Гонсалес де Ускета и Вальдес                                            | 1668-1670                                                                    |
| 5                                                                               | Мария де Вера и Гаска                                                        | 1670-1686                                                                    |
| 6                                                                               | Фернандо Кейпо де Льяно и Хименес де Арельяно                                | 1692-1699                                                                    |
| 7                                                                               | Изабель Кейпо де Льяно и Дориха Мальеса                                      | 1699-1755                                                                    |
| 8                                                                               | Хосефа Микаэла де Мирабаль и Кейпо де Льяно                                  | 1755-1761                                                                    |
| 9                                                                               | Луис де Бурбон и Фарнесио                                                    | 1761-1785                                                                    |
| 10                                                                              | Луис де Бурбон и Вальябрига                                                  | 1785-1797                                                                    |
| 11                                                                              | Мария Тереза де Бурбон и Вальябрига                                          | 1797-1828                                                                    |
| Графы де Боадилья-дель-Монте (креация создана королем Испании Карлом IV)        |                                                                              |                                                                              |
| 1                                                                               | Мария Тереза де Бурбон и Вальябрига                                          | 1799-1828                                                                    |
| Маркизы де Боадилья-дель-Монте (креация создана королевой Испании Изабеллой II) |                                                                              |                                                                              |
| 1                                                                               | Карлота Луиза Мануэла де Годой и Бурбон                                      | 1853-1853                                                                    |
| 2                                                                               | Луис Русполи и Годой                                                         | 1853-1893                                                                    |
| 3                                                                               | Камило Русполи и Ланди                                                       | 1894-1945                                                                    |
| 4                                                                               | Паоло Русполи и Орландини                                                    | 1952-1967                                                                    |
| 5                                                                               | Камило Карлос Адольфо Русполи и Каро                                         | 1970-1970                                                                    |
| 6                                                                               | Луис Адольфо Русполи и Моренес                                               | 1971-2011                                                                    |
| 7                                                                               | Луис Карлос Русполи и Санчис                                                 | 2012-2019                                                                    |
| 8                                                                               | Мария Моника Русполи Санчис                                                  | 2019 — н.в.                                                                  |

## История сеньоров, графов и маркизов де Боадилья-дель-Монте

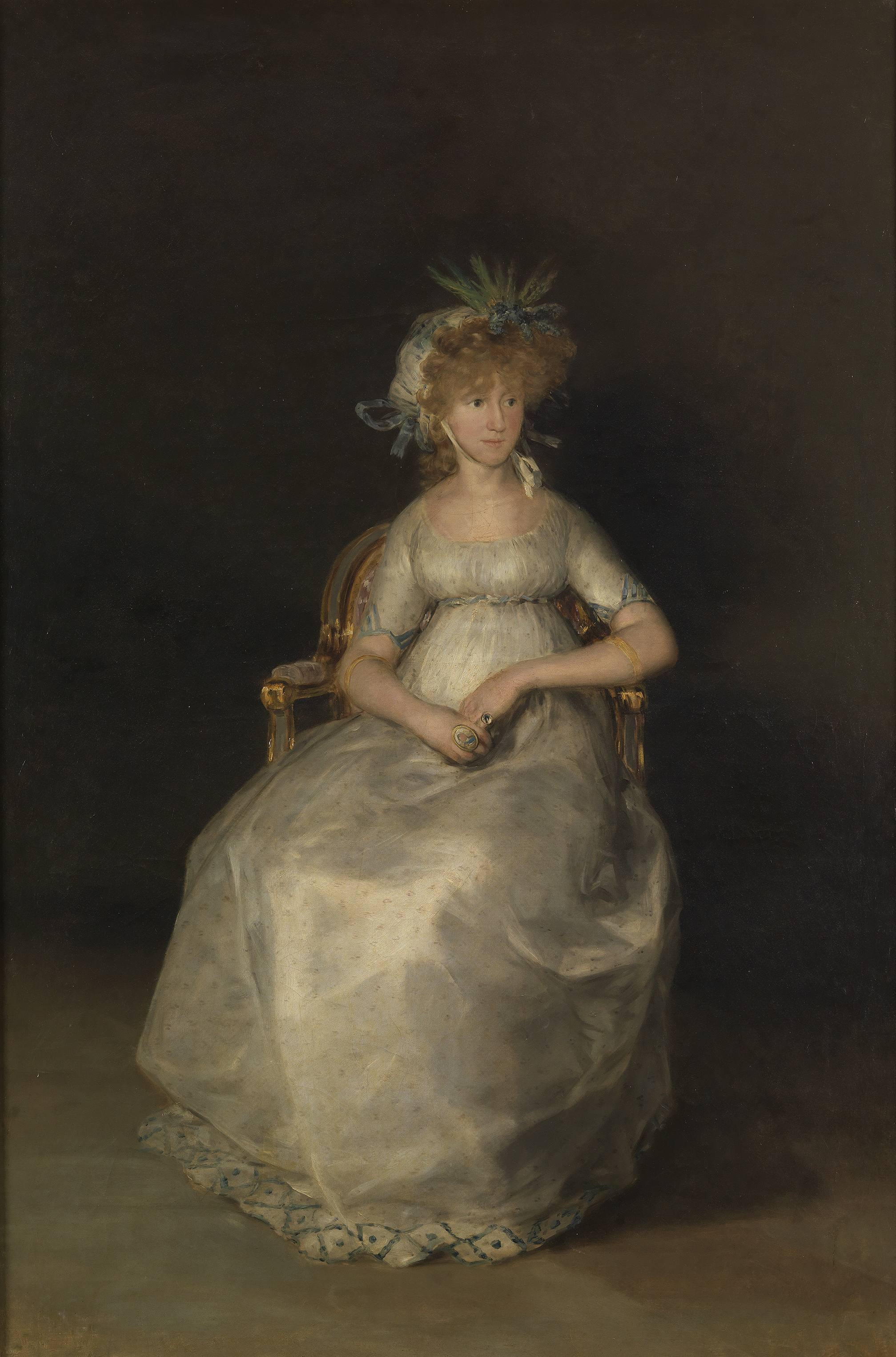
Мария Тереза де Бурбон и Вальябрига (1780—1828), графиня де Чинчон и де Боадилья-дель-Монте, портрет Франсиско Гойи. Первая супруга Мануэля Годоя и Альвареса де Фариа (1767—1851), принца де ла Пас, 1-го герцога де Суэка и герцога де ла Алькудия. Их дочь, Карлота Луиза Мануэла де Годой и Бурбон, герцогиня де Суэка и графиня де Чинчон, стала 1-й маркизой де Боадилья-дель-Монте.

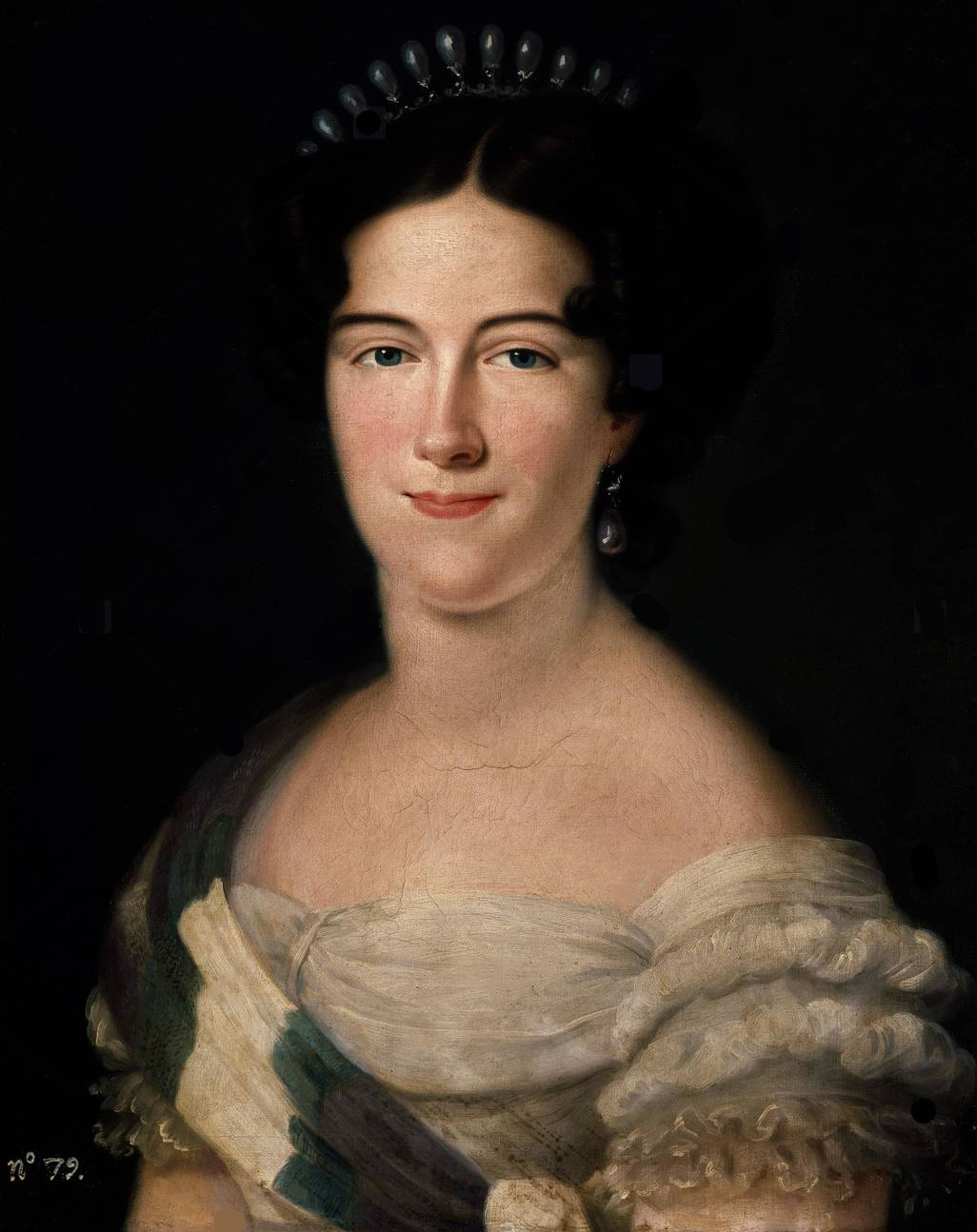
Карлота Луиза Мануэла де Годой и Бурбон (1800—1886), 2-я герцогиня де Суэка, 16-я графиня де Чинчон и 1-я маркиза де Боадилья-дель-Монте.

### Сеньоры де Боадилья-дель-Монте
- Хайме Мануэль Манрике де Карденас (? — 1652), 7-й герцог де Нахера, 5-й герцог де Македа, 9-й граф де Тревиньо, 10-й граф де Валенсия-де-Дон-Хуан, 6-й маркиз де Эльче, 1-й маркиз де Бельмонте, 1-й сеньор де Боадилья-дель-Монте. Сын Бернардо де Карденаса (1553—1601), 3-го герцога де Македа, и Луизы Манрике де Лары, 5-й герцогини де Нахера.
  - Супруга — Инес Мария Рамирес де Арельяно, дочь Фелипе Рамиреса де Арельяно, 7-го графа де Агилар-де-Инестрильяс, сеньора де Камерос, и Хуаны Манрике. Ему наследовал их единственный сын:
- Франсиско Мария де Монтсеррат Манрике де Карденас и Арельяно (? — 1656), 8-й герцог де Нахера и 6-й герцог де Македа, 10-й граф де Тревиньо, 11-й граф де Валенсия-де-Дон-Хуан, 7-й маркиз де Эльче, 2-й маркиз де Бельмонте, 2-й сеньор де Боадилья-дель-Монте, etc. Скончался бездетным в 1656 году. В декабре 1652 году он продал сеньорию де Боадилья-дель-Монте.
- Хосе Гонсалес де Ускета[исп.] (ок. 1583—1668), 3-й сеньор де Боадилья-дель-Монте, кавалер Ордена Сантьяго, министр Совета Кастилии, председатель Совета финансов, председатель Совета Индий, генеральный комиссара по делам Крестовых походов. Сын Хуана Гонсалеса де Ускеты и Хуаны Хименес де Арельяно.
  - Супруга — Каталина де Вальдес и Эррера, сестра епископа Кордовы Антонио Вальдеса Эрреры, дочь Антонио Вальдеса и Анны де Эррера и Ариас. Ему наследовал их сын:
- Хуан Гонсалес де Ускета и Вальдес (1615—1670), 4-й сеньор де Боадилья-дель-Монте.
  - Супруга — Мария де Вера и Гаска, дочь Франсиско де Вары и Энрикеса, кавалера Ордена Сантьяго, и Марии дель Барко и Гаска. Ему наследовала его вдова:
- Мария де Вара и Гаска (? — 1686), 5-я сеньора де Боадилья-дель-Монте, дочь Франсиско де Вары и Энрикеса, кавалера Ордена Сантьяго, и Марии дель Барко и Гаска.
- Фернандо Кейпо де Льяно и Хименес де Арельяно (1663—1718), 6-й сеньор де Боадилья-дель-Монте, 3-й граф де Торено.
  - Супруга с 1683 года Эмилия Франсиска де Дорига и Мальеса.

• Изабель Мария Кейпо де Льяно и Дорига Мальеса (1686—1755), 7-я сеньора де Боадилья-дель-Монте
- - Супруг с 1709 года Луис де Мирабаль и Эспинола (1657—1729), 1-й маркиз де Мирабаль. Ей наследовала их дочь:
- Хосефа Микаэла де Мирабаль и Кейпо де Льяно[исп.] (? — ?), 3-я маркиза де Мирабаль, 4-я графиня де Вильяфуэнте-Бермеха, 8-я сеньора де Боадилья-дель-Монте.
  - Супруг — Тельо Давила и Гусман (их брак был бездетным). В феврале 761 года она продала сеньорию де Боадилья-дель-Монте инфанту Дону Луису де Бурбону.
- Инфант Луис де Бурбон и Фарнесио (1727—1785), 13-й граф де Чинчон и 9-й сеньор де Боадилья-дель-Монте. Кардинал и архиепископ Толедо. Младший сын короля Испании Филиппа V и его второй жены Изабеллы Фарнезе.
- Луис Мария де Бурбон-и-Вальябрига (1777—1823), 14-й граф де Чинчон и 10-й сеньор де Боадилья-дель-Монте, архиепископ Толедо и примас Испании. единственный сын предыдущего и его морганатической супруги, Марии Терезы де Вальябрига (1759—1820).
- Мария Тереза де Бурбон и Вальябрига[исп.] (1780—1828), 15-я графиня де Чинчон, 11-я сеньора де Боадилья-дель-Монте. Старшая дочь инфанта Луиса де Бурбона и Марии Терезы де Вальябрига.

### Графы де Боадилья-дель-Монте
В 1799 году король Испании Карл IV пожаловал Марии Терезы де Бурбон-и-Вальябрига титул графини де Боадилья-дель-Монте.
- Мария Тереза де Бурбон и Вальябрига[исп.] (1780—1828), 1-я графиня де Боадилья-дель-Монте, 15-я графиня де Чинчон и грандесса Испании.
  - Супруг с 1797 года Мануэль Годой и Альварес де Фариа (1767—1851), принц де ла Пас, 1-й герцог де ла Алькудия, 1-й герцог де Суэка, гранд Испании 1-го класса, 1-й барон де Маскальбо, 1-й принц де Бассано, 1-й граф де Эворамонте, сеньор де Альбуфера, Валье-де-Алькудия, Ла-Серена, Альбала и эль Сото-де-Рома.

### Маркизы де Боадилья-дель-Монте
В 1853 году королева Испании Изабелла II создала титул маркизы де Боадилья-дель-Монте для Карлоты Луизы Мануэлы де Годой и Бурбон.
- Карлота Луиза Мануэла де Годой и Бурбон[исп.] (7 октября 1800 — 13 мая 1886), 2-я герцогиня де Суэка, 16-я графиня де Чинчон, 1-я маркиза де Боадилья-дель-Монте, грандесса Испании 1-го класса, 2-я графиня де Эворамонте.
  - Супруг с 1821 года Камилло Русполи и Кевенхюллер-Меч[исп.] (1788—1864), третий сын Франческо Русполи (1752—1829), 3-го князя ли Черветери, 3-го маркиза де Риано и 8-го графа де Виньянелло, и его второй жены, графини Марии Леапольдины де Кевенхюллер-Меч (1764—1845). Ей наследовал их младший сын:
- Луис Русполи и Годой (22 августа 1828 — 21 декабря 1893), 2-й маркиз де Боадилья-дель-Монте.
  - Супруга с 1852 года Матильда Мартеллини (1819—1855), дочь маркиза Леонардо Мартеллини.
  - Супруга с 1863 года Эмилия Ланди (1824—1894). Ему наследовал его старший сын от второго брака:
- Камило Русполи и Ланди (16 января 1865 — 7 ноября 1944), 3-й маркиз де Боадилья-дель-Монте
  - Супруга с 1897 года Эмилия Мария Орландини дель Беккуто и Грилли (1873—1863), дочь Фабио Орландини, графа даль Беккуто, и Вирджинии Грилли. Ему наследовал их сын:
- Паоло Русполи и Орландини (8 сентября 1899—1969), 4-я маркиз де Боадилья-дель-Монте. Скончался бездетным. Ему наследовал его троюродный брат:
- Карлос Русполи и Каро (5 июня 1904 — 20 ноября 1975), 4-й герцог де Суэка и 4-й герцог де ла Алькудия, 18-й граф де Чинчон, 5-й маркиз де Боадилья-дель-Монте.
  - Супруга с 1931 года Мария де Белен Моренес и Артеага (1906—1999), 18-я графиня де Баньярес, дочь Луиса Моренеса и Гарсии-Алессона, 1-го маркиза де Бассекурта, и Марии де лас Мерседес де Артеага и Эчагуэ. Ему наследовал их второй сын:
- Луис Русполи и Моренес (28 ноября 1933 — 25 мая 2011), 6-й маркиз де Боадилья-дель-Монте, 2-й барон де Маскальба (после восстановления креации в 1995 году)
  - Супруга с 1960 года Мария дель Кармен Санчис и Нуньес-Робрес (род. 1942), 13-я маркиза дже Ла-Каста, дочь Ипполито Санчиса и Арроспиде, графа де Вальдемар-де-Бракамонте, и Марии дель Пилар Нуньес-Робрес и Родригес де Валькарсель.
  - Супруга — Мелинда д’Элиасси и Малле (1942—2004)
  - Супруга с 1999 года Ольга Субирана и Пита (род. 1943). Ему наследовала его старший сын от первого брака:
- Луис Русполи и Санчис (род. 4 апреля 1963), 6-й герцог де Суэка и 6-й герцог де ла Алькудия, 20-й граф де Чинчон, 7-я й маркиз де Боадилья-дель-Монте, 3-й барон де Маскальбо, трижды гранд Испании. В 2019 году он уступил маркиза де Боадилья-дель-Монте своей сестре.
  - Супруга — Мария Альварес де лас Астуриас-Бохоркес и Румеи, дочь Луиса Альвареса де лас Астуриас-Бохоркес и Сильва и Марии Летисии Румеу де Армас и Крусат. У супругов было четверо детей:
    - Карлос Русполи и Альварес де лас Астуриас-Бохоркес (род. 10 августа 1993), 7-й герцог де ла Алькудия
    - Луис Русполи и Альварес де лас Астуриас-Бохоркес (род. 24 августа 1994), 4-й барон де Маскальбо
    - Хуан Русполи и Альварес де лас Астуриас-Бохоркес (род. 20 октября 1996)
    - Хайме Русполи и Альварес де лас Астуриас-Бохоркес (род. 10 марта 2000).
- Мария Моника Русполи и Санчис (род. 27 августа 1961), 8-я маркиза де Боадилья-дель-Монте.
  - Супруг с 1988 года Алонсо Дескальяр и Масарредо[исп.] (род. 1958), карьерный дипломат, посол Испании в Ховарвии и Мавритании. Сын Рафаэля Дескальяра и Бланеса, и Марии Терезы де Массарредо и Беутель. У супругов было двое детей:
    - Моника Дескальяр и Русполи (род. 9 августа 1990), дипломат
    - Белен Дескальяр и Русполи (род. 29 сентября 1994).

## Генеалогическое древо
|                                                                             |                                                                             |                                                                             |                                                                             | Инфант Дон Луис де Бурбон и Фарнесио, 13-й граф де Чинчон, 9-й сеньор де Боадилья-дель-Монте (1727-1785) |                                                                                           |                                                                                           |                                                                                           | | | | | | |                                                                                   |                                                                                   |                                                                                   |                                                                                   |                                                             |                                                             |                                                             |                                                             |  |  |  |  |  |  |  |  |  |  |  |  |  |  |
|                                                                             |                                                                             |                                                                             |                                                                             | |                                                                                           |                                                                                           |                                                                                           | | | | | | |                                                                                   |                                                                                   |                                                                                   |                                                                                   |                                                             |                                                             |                                                             |                                                             |  |  |  |  |  |  |  |  |  |  |  |  |  |  |
|                                                                             |                                                                             |                                                                             |                                                                             | |                                                                                           |                                                                                           |                                                                                           | | | | | | |                                                                                   |                                                                                   |                                                                                   |                                                                                   |                                                             |                                                             |                                                             |                                                             |  |  |  |  |  |  |  |  |  |  |  |  |  |  |
| Кардинал Луис Мария де Бурбон-и-Вальябрига, 14-й граф де Чинчон (1777-1823) | Кардинал Луис Мария де Бурбон-и-Вальябрига, 14-й граф де Чинчон (1777-1823) | Кардинал Луис Мария де Бурбон-и-Вальябрига, 14-й граф де Чинчон (1777-1823) | Кардинал Луис Мария де Бурбон-и-Вальябрига, 14-й граф де Чинчон (1777-1823) | Кардинал Луис Мария де Бурбон-и-Вальябрига, 14-й граф де Чинчон (1777-1823)                              | Кардинал Луис Мария де Бурбон-и-Вальябрига, 14-й граф де Чинчон (1777-1823)               |                                                                                           |                                                                                           | Мария Тереза де Бурбон и Вальябрига, 15-я графиня де Чинчон, 1-я графиня де Боадилья-дель-Монте (1780-1828) | Мария Тереза де Бурбон и Вальябрига, 15-я графиня де Чинчон, 1-я графиня де Боадилья-дель-Монте (1780-1828) | Мария Тереза де Бурбон и Вальябрига, 15-я графиня де Чинчон, 1-я графиня де Боадилья-дель-Монте (1780-1828) | Мария Тереза де Бурбон и Вальябрига, 15-я графиня де Чинчон, 1-я графиня де Боадилья-дель-Монте (1780-1828) | Мария Тереза де Бурбон и Вальябрига, 15-я графиня де Чинчон, 1-я графиня де Боадилья-дель-Монте (1780-1828) | Мария Тереза де Бурбон и Вальябрига, 15-я графиня де Чинчон, 1-я графиня де Боадилья-дель-Монте (1780-1828) |                                                                                   |                                                                                   |                                                                                   |                                                                                   |                                                             |                                                             |                                                             |                                                             |  |  |  |  |  |  |  |  |  |  |  |  |  |  |
| Кардинал Луис Мария де Бурбон-и-Вальябрига, 14-й граф де Чинчон (1777-1823) | Кардинал Луис Мария де Бурбон-и-Вальябрига, 14-й граф де Чинчон (1777-1823) | Кардинал Луис Мария де Бурбон-и-Вальябрига, 14-й граф де Чинчон (1777-1823) | Кардинал Луис Мария де Бурбон-и-Вальябрига, 14-й граф де Чинчон (1777-1823) | Кардинал Луис Мария де Бурбон-и-Вальябрига, 14-й граф де Чинчон (1777-1823)                              | Кардинал Луис Мария де Бурбон-и-Вальябрига, 14-й граф де Чинчон (1777-1823)               |                                                                                           |                                                                                           | Мария Тереза де Бурбон и Вальябрига, 15-я графиня де Чинчон, 1-я графиня де Боадилья-дель-Монте (1780-1828) | Мария Тереза де Бурбон и Вальябрига, 15-я графиня де Чинчон, 1-я графиня де Боадилья-дель-Монте (1780-1828) | Мария Тереза де Бурбон и Вальябрига, 15-я графиня де Чинчон, 1-я графиня де Боадилья-дель-Монте (1780-1828) | Мария Тереза де Бурбон и Вальябрига, 15-я графиня де Чинчон, 1-я графиня де Боадилья-дель-Монте (1780-1828) | Мария Тереза де Бурбон и Вальябрига, 15-я графиня де Чинчон, 1-я графиня де Боадилья-дель-Монте (1780-1828) | Мария Тереза де Бурбон и Вальябрига, 15-я графиня де Чинчон, 1-я графиня де Боадилья-дель-Монте (1780-1828) |                                                                                   |                                                                                   |                                                                                   |                                                                                   |                                                             |                                                             |                                                             |                                                             |  |  |  |  |  |  |  |  |  |  |  |  |  |  |
|                                                                             |                                                                             |                                                                             |                                                                             | |                                                                                           |                                                                                           |                                                                                           | Карлота Луиза де Годой и Бурбон, 2-й герцог де Суэка, 1-я маркиза де Боадилья-дель-Монте (1800-1886)        | | | | | |                                                                                   |                                                                                   |                                                                                   |                                                                                   |                                                             |                                                             |                                                             |                                                             |  |  |  |  |  |  |  |  |  |  |  |  |  |  |
|                                                                             |                                                                             |                                                                             |                                                                             | |                                                                                           |                                                                                           |                                                                                           | | | | | | |                                                                                   |                                                                                   |                                                                                   |                                                                                   |                                                             |                                                             |                                                             |                                                             |  |  |  |  |  |  |  |  |  |  |  |  |  |  |
|                                                                             |                                                                             |                                                                             |                                                                             | |                                                                                           |                                                                                           |                                                                                           | | | | | | |                                                                                   |                                                                                   |                                                                                   |                                                                                   |                                                             |                                                             |                                                             |                                                             |  |  |  |  |  |  |  |  |  |  |  |  |  |  |
|                                                                             |                                                                             |                                                                             |                                                                             | Адольфо Русполи и Годой, 2-й герцог де ла Алькудия (1822-1914)                                           | Адольфо Русполи и Годой, 2-й герцог де ла Алькудия (1822-1914)                            | Адольфо Русполи и Годой, 2-й герцог де ла Алькудия (1822-1914)                            | Адольфо Русполи и Годой, 2-й герцог де ла Алькудия (1822-1914)                            | Адольфо Русполи и Годой, 2-й герцог де ла Алькудия (1822-1914)                                              | Адольфо Русполи и Годой, 2-й герцог де ла Алькудия (1822-1914)                                              | | | Луис Русполи и Годой, 2-й маркиз де Боадилья-дель-Монте (1828-1893)                                         | Луис Русполи и Годой, 2-й маркиз де Боадилья-дель-Монте (1828-1893)                                         | Луис Русполи и Годой, 2-й маркиз де Боадилья-дель-Монте (1828-1893)               | Луис Русполи и Годой, 2-й маркиз де Боадилья-дель-Монте (1828-1893)               | Луис Русполи и Годой, 2-й маркиз де Боадилья-дель-Монте (1828-1893)               | Луис Русполи и Годой, 2-й маркиз де Боадилья-дель-Монте (1828-1893)               |                                                             |                                                             |                                                             |                                                             |  |  |  |  |  |  |  |  |  |  |  |  |  |  |
|                                                                             |                                                                             |                                                                             |                                                                             | Адольфо Русполи и Годой, 2-й герцог де ла Алькудия (1822-1914)                                           | Адольфо Русполи и Годой, 2-й герцог де ла Алькудия (1822-1914)                            | Адольфо Русполи и Годой, 2-й герцог де ла Алькудия (1822-1914)                            | Адольфо Русполи и Годой, 2-й герцог де ла Алькудия (1822-1914)                            | Адольфо Русполи и Годой, 2-й герцог де ла Алькудия (1822-1914)                                              | Адольфо Русполи и Годой, 2-й герцог де ла Алькудия (1822-1914)                                              | | | Луис Русполи и Годой, 2-й маркиз де Боадилья-дель-Монте (1828-1893)                                         | Луис Русполи и Годой, 2-й маркиз де Боадилья-дель-Монте (1828-1893)                                         | Луис Русполи и Годой, 2-й маркиз де Боадилья-дель-Монте (1828-1893)               | Луис Русполи и Годой, 2-й маркиз де Боадилья-дель-Монте (1828-1893)               | Луис Русполи и Годой, 2-й маркиз де Боадилья-дель-Монте (1828-1893)               | Луис Русполи и Годой, 2-й маркиз де Боадилья-дель-Монте (1828-1893)               |                                                             |                                                             |                                                             |                                                             |  |  |  |  |  |  |  |  |  |  |  |  |  |  |
|                                                                             |                                                                             |                                                                             |                                                                             | Карлос Русполи и Альварес де Толедо, 3-й герцог де Суэка (1858-1936)                                     | Карлос Русполи и Альварес де Толедо, 3-й герцог де Суэка (1858-1936)                      | Карлос Русполи и Альварес де Толедо, 3-й герцог де Суэка (1858-1936)                      | Карлос Русполи и Альварес де Толедо, 3-й герцог де Суэка (1858-1936)                      | Карлос Русполи и Альварес де Толедо, 3-й герцог де Суэка (1858-1936)                                        | Карлос Русполи и Альварес де Толедо, 3-й герцог де Суэка (1858-1936)                                        | | | Камило Русполи и Ланди, 3-й маркиз де Боадилья-дель-Монте (1865-1944)                                       | Камило Русполи и Ланди, 3-й маркиз де Боадилья-дель-Монте (1865-1944)                                       | Камило Русполи и Ланди, 3-й маркиз де Боадилья-дель-Монте (1865-1944)             | Камило Русполи и Ланди, 3-й маркиз де Боадилья-дель-Монте (1865-1944)             | Камило Русполи и Ланди, 3-й маркиз де Боадилья-дель-Монте (1865-1944)             | Камило Русполи и Ланди, 3-й маркиз де Боадилья-дель-Монте (1865-1944)             |                                                             |                                                             |                                                             |                                                             |  |  |  |  |  |  |  |  |  |  |  |  |  |  |
|                                                                             |                                                                             |                                                                             |                                                                             | Карлос Русполи и Альварес де Толедо, 3-й герцог де Суэка (1858-1936)                                     | Карлос Русполи и Альварес де Толедо, 3-й герцог де Суэка (1858-1936)                      | Карлос Русполи и Альварес де Толедо, 3-й герцог де Суэка (1858-1936)                      | Карлос Русполи и Альварес де Толедо, 3-й герцог де Суэка (1858-1936)                      | Карлос Русполи и Альварес де Толедо, 3-й герцог де Суэка (1858-1936)                                        | Карлос Русполи и Альварес де Толедо, 3-й герцог де Суэка (1858-1936)                                        | | | Камило Русполи и Ланди, 3-й маркиз де Боадилья-дель-Монте (1865-1944)                                       | Камило Русполи и Ланди, 3-й маркиз де Боадилья-дель-Монте (1865-1944)                                       | Камило Русполи и Ланди, 3-й маркиз де Боадилья-дель-Монте (1865-1944)             | Камило Русполи и Ланди, 3-й маркиз де Боадилья-дель-Монте (1865-1944)             | Камило Русполи и Ланди, 3-й маркиз де Боадилья-дель-Монте (1865-1944)             | Камило Русполи и Ланди, 3-й маркиз де Боадилья-дель-Монте (1865-1944)             |                                                             |                                                             |                                                             |                                                             |  |  |  |  |  |  |  |  |  |  |  |  |  |  |
|                                                                             |                                                                             |                                                                             |                                                                             | Карлос Русполи и Каро, 4-й герцог де Суэка, 5-й маркиз де Боадилья-дель-Монте (1904-1975)                | Карлос Русполи и Каро, 4-й герцог де Суэка, 5-й маркиз де Боадилья-дель-Монте (1904-1975) | Карлос Русполи и Каро, 4-й герцог де Суэка, 5-й маркиз де Боадилья-дель-Монте (1904-1975) | Карлос Русполи и Каро, 4-й герцог де Суэка, 5-й маркиз де Боадилья-дель-Монте (1904-1975) | Карлос Русполи и Каро, 4-й герцог де Суэка, 5-й маркиз де Боадилья-дель-Монте (1904-1975)                   | Карлос Русполи и Каро, 4-й герцог де Суэка, 5-й маркиз де Боадилья-дель-Монте (1904-1975)                   | | | Паоло Русполи и Орландини, 4-й маркиз де Боадилья-дель-Монте (1899-1969) Бездетен                           | Паоло Русполи и Орландини, 4-й маркиз де Боадилья-дель-Монте (1899-1969) Бездетен                           | Паоло Русполи и Орландини, 4-й маркиз де Боадилья-дель-Монте (1899-1969) Бездетен | Паоло Русполи и Орландини, 4-й маркиз де Боадилья-дель-Монте (1899-1969) Бездетен | Паоло Русполи и Орландини, 4-й маркиз де Боадилья-дель-Монте (1899-1969) Бездетен | Паоло Русполи и Орландини, 4-й маркиз де Боадилья-дель-Монте (1899-1969) Бездетен |                                                             |                                                             |                                                             |                                                             |  |  |  |  |  |  |  |  |  |  |  |  |  |  |
|                                                                             |                                                                             |                                                                             |                                                                             | Карлос Русполи и Каро, 4-й герцог де Суэка, 5-й маркиз де Боадилья-дель-Монте (1904-1975)                | Карлос Русполи и Каро, 4-й герцог де Суэка, 5-й маркиз де Боадилья-дель-Монте (1904-1975) | Карлос Русполи и Каро, 4-й герцог де Суэка, 5-й маркиз де Боадилья-дель-Монте (1904-1975) | Карлос Русполи и Каро, 4-й герцог де Суэка, 5-й маркиз де Боадилья-дель-Монте (1904-1975) | Карлос Русполи и Каро, 4-й герцог де Суэка, 5-й маркиз де Боадилья-дель-Монте (1904-1975)                   | Карлос Русполи и Каро, 4-й герцог де Суэка, 5-й маркиз де Боадилья-дель-Монте (1904-1975)                   | | | Паоло Русполи и Орландини, 4-й маркиз де Боадилья-дель-Монте (1899-1969) Бездетен                           | Паоло Русполи и Орландини, 4-й маркиз де Боадилья-дель-Монте (1899-1969) Бездетен                           | Паоло Русполи и Орландини, 4-й маркиз де Боадилья-дель-Монте (1899-1969) Бездетен | Паоло Русполи и Орландини, 4-й маркиз де Боадилья-дель-Монте (1899-1969) Бездетен | Паоло Русполи и Орландини, 4-й маркиз де Боадилья-дель-Монте (1899-1969) Бездетен | Паоло Русполи и Орландини, 4-й маркиз де Боадилья-дель-Монте (1899-1969) Бездетен |                                                             |                                                             |                                                             |                                                             |  |  |  |  |  |  |  |  |  |  |  |  |  |  |
|                                                                             |                                                                             |                                                                             |                                                                             | |                                                                                           |                                                                                           |                                                                                           | | | | | | |                                                                                   |                                                                                   |                                                                                   |                                                                                   |                                                             |                                                             |                                                             |                                                             |  |  |  |  |  |  |  |  |  |  |  |  |  |  |
| Карлос Русполи и Моренес, 5-й герцог де Суэка (1932-2016) Бездетен          | Карлос Русполи и Моренес, 5-й герцог де Суэка (1932-2016) Бездетен          | Карлос Русполи и Моренес, 5-й герцог де Суэка (1932-2016) Бездетен          | Карлос Русполи и Моренес, 5-й герцог де Суэка (1932-2016) Бездетен          | Карлос Русполи и Моренес, 5-й герцог де Суэка (1932-2016) Бездетен                                       | Карлос Русполи и Моренес, 5-й герцог де Суэка (1932-2016) Бездетен                        |                                                                                           |                                                                                           | Луис Русполи и Моренес, 6-й маркиз де Боадилья-дель-Монте (1933-2011)                                       | Луис Русполи и Моренес, 6-й маркиз де Боадилья-дель-Монте (1933-2011)                                       | Луис Русполи и Моренес, 6-й маркиз де Боадилья-дель-Монте (1933-2011)                                       | Луис Русполи и Моренес, 6-й маркиз де Боадилья-дель-Монте (1933-2011)                                       | Луис Русполи и Моренес, 6-й маркиз де Боадилья-дель-Монте (1933-2011)                                       | Луис Русполи и Моренес, 6-й маркиз де Боадилья-дель-Монте (1933-2011)                                       |                                                                                   |                                                                                   | Энрике Русполи и Моренес, 19-й граф де Баньярес (род. 1935)                       | Энрике Русполи и Моренес, 19-й граф де Баньярес (род. 1935)                       | Энрике Русполи и Моренес, 19-й граф де Баньярес (род. 1935) | Энрике Русполи и Моренес, 19-й граф де Баньярес (род. 1935) | Энрике Русполи и Моренес, 19-й граф де Баньярес (род. 1935) | Энрике Русполи и Моренес, 19-й граф де Баньярес (род. 1935) |  |  |  |  |  |  |  |  |  |  |  |  |  |  |
| Карлос Русполи и Моренес, 5-й герцог де Суэка (1932-2016) Бездетен          | Карлос Русполи и Моренес, 5-й герцог де Суэка (1932-2016) Бездетен          | Карлос Русполи и Моренес, 5-й герцог де Суэка (1932-2016) Бездетен          | Карлос Русполи и Моренес, 5-й герцог де Суэка (1932-2016) Бездетен          | Карлос Русполи и Моренес, 5-й герцог де Суэка (1932-2016) Бездетен                                       | Карлос Русполи и Моренес, 5-й герцог де Суэка (1932-2016) Бездетен                        |                                                                                           |                                                                                           | Луис Русполи и Моренес, 6-й маркиз де Боадилья-дель-Монте (1933-2011)                                       | Луис Русполи и Моренес, 6-й маркиз де Боадилья-дель-Монте (1933-2011)                                       | Луис Русполи и Моренес, 6-й маркиз де Боадилья-дель-Монте (1933-2011)                                       | Луис Русполи и Моренес, 6-й маркиз де Боадилья-дель-Монте (1933-2011)                                       | Луис Русполи и Моренес, 6-й маркиз де Боадилья-дель-Монте (1933-2011)                                       | Луис Русполи и Моренес, 6-й маркиз де Боадилья-дель-Монте (1933-2011)                                       |                                                                                   |                                                                                   | Энрике Русполи и Моренес, 19-й граф де Баньярес (род. 1935)                       | Энрике Русполи и Моренес, 19-й граф де Баньярес (род. 1935)                       | Энрике Русполи и Моренес, 19-й граф де Баньярес (род. 1935) | Энрике Русполи и Моренес, 19-й граф де Баньярес (род. 1935) | Энрике Русполи и Моренес, 19-й граф де Баньярес (род. 1935) | Энрике Русполи и Моренес, 19-й граф де Баньярес (род. 1935) |  |  |  |  |  |  |  |  |  |  |  |  |  |  |
|                                                                             |                                                                             |                                                                             |                                                                             | |                                                                                           |                                                                                           |                                                                                           | | | | | | |                                                                                   |                                                                                   |                                                                                   |                                                                                   |                                                             |                                                             |                                                             |                                                             |  |  |  |  |  |  |  |  |  |  |  |  |  |  |
| Моника Русполи и Санчис, 8-я маркиза де Боадилья-дель-Монте (род. 1961)     | Моника Русполи и Санчис, 8-я маркиза де Боадилья-дель-Монте (род. 1961)     | Моника Русполи и Санчис, 8-я маркиза де Боадилья-дель-Монте (род. 1961)     | Моника Русполи и Санчис, 8-я маркиза де Боадилья-дель-Монте (род. 1961)     | Моника Русполи и Санчис, 8-я маркиза де Боадилья-дель-Монте (род. 1961)                                  | Моника Русполи и Санчис, 8-я маркиза де Боадилья-дель-Монте (род. 1961)                   |                                                                                           |                                                                                           | Луис Русполи и Санчис, 6-й герцог де Суэка, 7-й маркиз де Боадилья-дель-Монте (род. 1963)                   | Луис Русполи и Санчис, 6-й герцог де Суэка, 7-й маркиз де Боадилья-дель-Монте (род. 1963)                   | Луис Русполи и Санчис, 6-й герцог де Суэка, 7-й маркиз де Боадилья-дель-Монте (род. 1963)                   | Луис Русполи и Санчис, 6-й герцог де Суэка, 7-й маркиз де Боадилья-дель-Монте (род. 1963)                   | Луис Русполи и Санчис, 6-й герцог де Суэка, 7-й маркиз де Боадилья-дель-Монте (род. 1963)                   | Луис Русполи и Санчис, 6-й герцог де Суэка, 7-й маркиз де Боадилья-дель-Монте (род. 1963)                   |                                                                                   |                                                                                   |                                                                                   |                                                                                   |                                                             |                                                             |                                                             |                                                             |  |  |  |  |  |  |  |  |  |  |  |  |  |  |